# Hydropsyche tabacarui
Hydropsyche tabacarui là một loài Trichoptera trong họ Hydropsychidae. Chúng phân bố ở miền Cổ bắc.